# Stadtbahn Utrecht
Die Stadtbahn Utrecht, offiziell niederländisch Utrechtse sneltram („Utrechter Schnelltram“) oder kurz u tram, ist ein seit 1983 bestehendes Stadtbahnsystem in der niederländischen Stadt Utrecht sowie deren Vororten Nieuwegein und IJsselstein. Am 14. Dezember 2019 wurde mit der Uithoflijn eine Niederflurstraßenbahn vom Hauptbahnhof Utrecht CS bis zum Universitätszentrum De Uithof eröffnet. Anschließend wurden die bestehenden Strecken auf Niederflurbetrieb umgebaut. Mit einiger Verspätung begann im Juli 2022 der durchgehende Betrieb von Nieuwegein und IJsselstein über Utrecht CS zum Science Park.
Werktags fahren zwischen 38.000 und 40.000 Menschen mit der Stadtbahn Utrecht, die meisten Fahrgäste (25.000 bis 30.000) benutzen den Abschnitt zwischen Hauptbahnhof und Kanaleneiland (Stand 2012).

## Geschichte

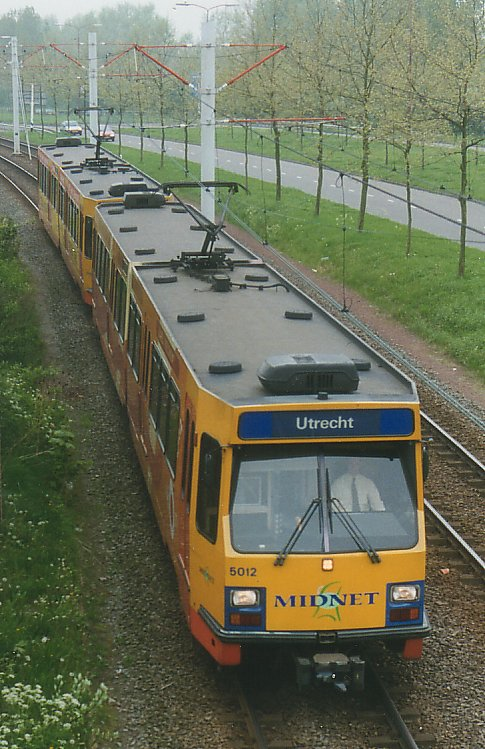
Stadtbahnwagen im Jahr 1998, damals betrieben von Midnet

### Frühere Straßenbahnen
Ende des 19. und Anfang des 20. Jahrhunderts verkehrten in der Stadt und Provinz Utrecht bereits Straßenbahnen der ersten Generation. Die Utrechtsche Tram-Maatschappij (UTM), ab 1904 Gemeentetram Utrecht (GTU), betrieb von 1889 bis 1939 bis zu fünf Linien im Stadtverkehr. Zusätzlich bestand von 1879 bis 1949 eine Überlandstraßenbahn nach Zeist, betrieben zunächst durch die Stichtsche Tramway-Maatschappij, übernommen im Jahr 1901 durch die Nederlandsche Buurtspoorweg-Maatschappij.

### Planung
Um die Stadt Utrecht mit dem Neubaugebiet Nieuwegein (bei den vorhandenen Dorfkernen Vreeswijk und Jutphaas) zu verbinden, hatte man sowohl eine S-Bahn (wie bei der zuvor eröffneten Bahnstrecke Den Haag–Zoetermeer, heute Teil des RandstadRail-Netzes), einen Oberleitungsbus und eine Schnellstraßenbahn (wörtlich niederländisch sneltram) in Betracht gezogen. Bei der Eisenbahnvariante sollten die Gleise von der Bahnstrecke Utrecht–Boxtel bei der Brücke über die Autobahn 12 abzweigen. Im Vorgriff auf den Eisenbahnbau war auf dem Zielfilm der ersten Sprinter-Züge das Ziel „Nieuwegein“ bereits aufgenommen.
Die Wahl fiel schließlich auf die Schnellstraßenbahn. Gebaut wurde sie von den Nederlandse Spoorwegen, den niederländischen Eisenbahnen. Der Betrieb wurde jedoch von Anfang an an das Busunternehmen Westnederland (später Midnet) vergeben, da man Busfahrer auf die doppelte Funktion Bus- und Straßenbahnfahrer umschulen konnte. Von 1999 bis 2013 betrieb Connexxion als Rechtsnachfolger von Midnet die Strecke, dann wurde die Konzession an Qbuzz, ein Tochterunternehmen der Nederlandse Spoorwegen, vergeben, das den öffentlichen Verkehr in Utrecht als U-OV (Abkürzung sowohl für Utrechter öffentlicher Verkehr und Ihr öffentlicher Verkehr) vermarktet. ProRail betrieb bis 2010 die Infrastruktur mit Ausnahme der Haltestellen.

### Betrieb als Hochflurstadtbahn
Am 17. Dezember 1983 wurde der Betrieb der Sneltram Utrecht – Nieuwegein / IJsselstein oder abgekürzt SUNIJ bzw. SUN mit der Linie 100 auf dem Abschnitt Moreelsepark – Nieuwegein-Zuid und der Linie 101 Moreelsepark – Nieuwegein Doorslag aufgenommen. Am 14. Dezember 1985 wurde die Linie 101 bis zur Haltestelle Achterveld in IJsselstein verlängert. 1994 wurden die Linien bei der Entstehung von Midnet in 60 und 61 umnummeriert. Auf den Hochflurwagen wurde jedoch nur das Fahrtziel und nicht die Liniennummer angezeigt.
Am 2. Juli 2000 wurde die Linie 61 von IJsselstein Achterveld über IJsselstein Binnenstad nach IJsselstein-Zuid im Neubaugebiet Zenderpark verlängert.
Im Rahmen des großangelegten Umbaus des Bahnhofs Utrecht Centraal wurde am 13. Dezember 2009 erst die bisherige Endstation Moreelsepark und am 22. April 2013 auch die Haltestellen Centraal Station (auf der östlichen Bahnhofsseite) und Westplein stillgelegt und stattdessen auf der westlichen Seite eine Haltestelle Centraal Station-Jaarbeursplein errichtet.
Am 9. Juni 1989 beschloss der Utrechter Stadtrat unter den Parteien VVD, PvdA und CDA, die Stadtbahn vom Hauptbahnhof bis zum Universitätsgelände am Uithof zu verlängern, allerdings durch die Innenstadt Utrechts (Strecke der Buslinie 28). Nachdem die Parteien Democraten 66 und GroenLinks bei Kommunalwahlen eine Mehrheit im Stadtrat erzielten, hoben sie den Beschluss zum Bau einer Straßenbahn auf und legten stattdessen für 225 Millionen Gulden Bus-Rapid-Transit-Trassen sowohl durch die Innenstadt als auch über die südliche Strecke (Buslinie 12S) an.

### Uithoflijn, Umbau auf Niederflurbetrieb
Im Jahr 2012 kündigte die regionale Planungsbehörde Bestuur Regio Utrecht an, dass zur Anbindung des Universitätsgeländes De Uithof nun doch eine neue Straßenbahnlinie gebaut würde, die sogenannte De Uithoflijn. Ursprünglich geplant für 2018, wurde die Strecke zwischen Utrecht Centraal und P+R Science Park am 14. Dezember 2019 durch die Ministerin für Infrastruktur und Wasserwirtschaft Cora van Nieuwenhuizen eröffnet, nachdem 2017 die ersten Testfahrten begonnen hatten. Die neue Straßenbahnlinie 22 ersetzt damit die bisherige Buslinie 12, die aufgrund der hohen Fahrgastbelastung während der Hauptverkehrszeit auch „Sardinenbus“ (niederländisch Sardientjesbus) genannt wurde und bereits in den 1980er Jahren alle 2½ Minuten verkehrte. Ihr Bau war auf 312 Millionen Euro angesetzt gewesen, kostete schlussendlich jedoch 526 Millionen Euro.
Bei einem Anschlag am 18. März 2019 schoss gegen 10:45 Uhr ein Bewaffneter in einem Straßenbahnwagen auf Passagiere und tötete vier Menschen. Die Polizei nahm den Tatverdächtigen nach kurzer Zeit fest.
Weil die Uithoflijn niederflurig ausgeführt wurde, wurden die bisherigen Linien 60 und 61 auf Niederflurbetrieb umgestellt, um einen durchgehenden Betrieb zu ermöglichen. Dafür gingen die SUNIJ-Linien im Jahr 2020 für mehrere Bauphasen außer Betrieb.
Von Februar bis März 2021 wurden die Linien abschnittsweise im Niederflurbetrieb wiedereröffnet. Seit Juli 2022 werden die Kurse aus Nieuwegein und IJsselstein auf die Uithoflijn durchgebunden, in diesem Zusammenhang wurden die Linien 60 und 61 in 20 und 21 umbenannt.

## Linien und Betrieb

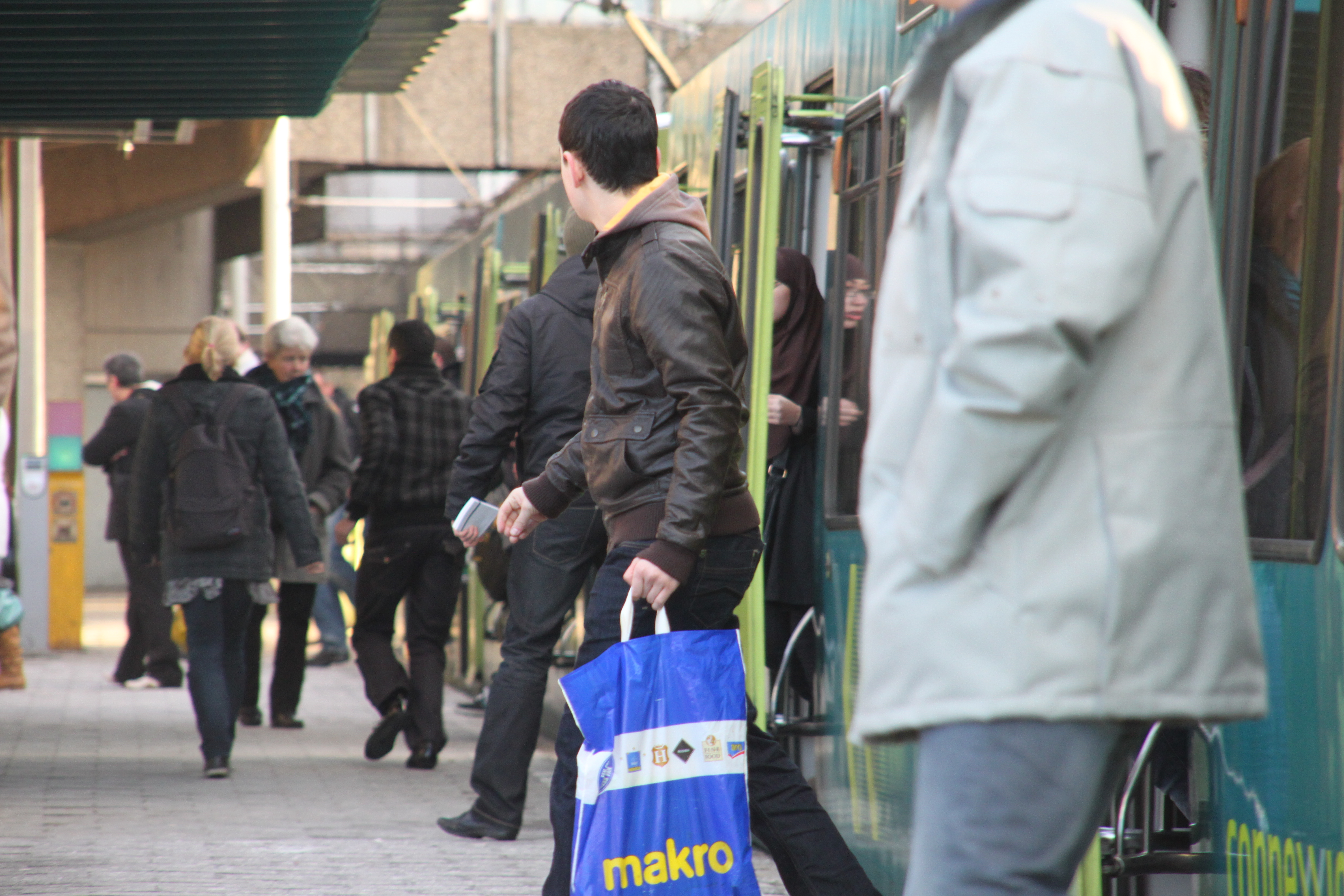
Fahrgäste der Schnellstraßenbahn

Das Utrechter Stadtbahnnetz besteht aus drei Linien mit den Nummern 20, 21 und 22, die jeweils im Viertelstundentakt verkehren.
Auf den beiden Linien 20 (P+R Science Park – Nieuwegein Zuid) und 21 (P+R Science Park – IJsselstein Zuid) wird werktags und samstags tagsüber je ein 15-Minuten-Takt angeboten, auf dem gemeinsamen Abschnitt also alle 7½ Minuten. Alle Züge werden in Doppeltraktion gefahren. Abends und sonntags verkehren die Züge alle 30 Minuten (alle 15 Minuten auf dem gemeinsamen Abschnitt). Zu diesen Zeiten wird in Einzeltraktion gefahren. Außerdem verkehren die Linien abends und am Wochenende nur zwischen CS-Centrumzijde und Nieuwegein bzw. IJsselstein.
Die Linie 22 (CS-Centrumzijde – P+R Science Park) fuhr bis zur Verlängerung der Linien 20 und 21 werktags alle 5 Minuten, frühmorgens und spätabends alle 15 Minuten. An Wochenende verkehrt die Linie nicht. Bis zum 2. März fuhr die Linie noch nur alle 10 Minuten, in Zukunft soll sie im 3¾-Minuten-Takt verkehren. Seit Durchbindung der Linien 20 und 21 bis Science Park verkehrt die Linie 22 nur mehr alle 15 Minuten, und weiterhin nur werktags (außer samstags) tagsüber.
In der Hauptverkehrszeit verkehrte von 2009 bis 2014 die Expresslinie 260, die nur ausgewählte Haltestellen bediente, in einem unregelmäßigen 15/45-Minuten-Takt zwischen Utrecht und Nieuwegein Zuid. Diese Fahrten wurden als Spitstram mit Wiener Fahrzeugen befahren. Zudem verkehrten bis 2013 in Hauptverkehrszeiten einzelne Zusatzfahrten auf den Linien 60 und 61.

## Infrastruktur
| \| \| \| Kehrgleis P+R Science Park \| \| \| \| \| P+R Science Park 202122 \| \| \| \| \| Universiteitsweg (N 412) \| \| \| \| \| WKZ/Máxima \| \| \| \| \| evtl. Verlängerung nach Zeist \| \| \| \| \| UMC Utrecht \| \| \| \| \| Heidelberglaan \| \| \| \| \| Padualaan \| \| \| \| \| A 27 \| \| \| \| \| De Kromme Rijn \| \| \| \| \| Minstroom \| \| \| \| \| Stadion Galgenwaard \| \| \| \| \| Kromme Rijn \| \| \| \| \| Graben \| \| \| \| \| Waterlinieweg \| \| \| \| \| ehem. Bahnstrecke Hilversum–Lunetten \| \| \| \| \| Albatrosstraat \| \| \| \| \| Ri. Boxtel, Arnhem \| \| \| \| \| Station Vaartsche Rijn \| \| \| \| \| ehem. Kehrgleis Moreelsepark \| \| \| \| \| Moreelsepark bis 2009 \| \| \| \| \| Utrecht CS Centrumzijde 202122 \| \| \| \| \| Centraal Station bis 2013 \| \| \| \| \| Leidseveertunnel, Ri. Amsterdam, Gouda, Amersfoort \| \| \| \| \| Westplein bis 2013 \| \| \| \| \| Utrecht CS Jaarbeursplein \| \| \| \| \| \| \| \| \| \| Graadt van Roggenweg \| \| \| \| \| 24 Oktoberplein-Zuid \| \| \| \| \| 5 Mei Plein \| \| \| \| \| Vasco da Gamalaan \| \| \| \| \| Kanaleneiland Zuid \| \| \| \| \| A 12 \| \| \| \| \| P+R Westraven \| \| \| \| \| Amsterdam-Rijnkanaal \| \| \| \| \| Stadtgrenze Utrecht/Nieuwegein \| \| \| \| \| Depot \| \| \| \| \| Zuilenstein \| \| \| \| \| Batau-Noord \| \| \| \| \| Wijkersloot \| \| \| \| \| Nieuwegein, Stadscentrum \| \| \| \| \| \| \| \| \| \| Merwestein \| \| \| \| \| Fokkesteeg \| \| \| \| \| Wiersdijk \| \| \| \| \| Nieuwegein-Zuid 20 \| \| \| \| \| St. Antoniusziekenhuis \| \| \| \| \| Doorslag \| \| \| \| \| A 2 \| \| \| \| \| Stadtgrenze Nieuwegein/IJsselstein \| \| \| \| \| Hooghe Waerd \| \| \| \| \| Clinckhoeff \| \| \| \| \| Hollandse IJssel \| \| \| \| \| Eiteren \| \| \| \| \| Achterveld \| \| \| \| \| IJsselstein, Binnenstad \| \| \| \| \| IJsselstein-Zuid 21 \| \| |  |                                                    |                                                    |
| |  | Kehrgleis P+R Science Park                         |                                                    |
| U-Bahn-Bahnhof |  | P+R Science Park 202122                            | P+R Science Park 202122                            |
| |  | Universiteitsweg (N 412)                           |                                                    |
| U-Bahn-Haltepunkt / Haltestelle |  | WKZ/Máxima                                         | WKZ/Máxima                                         |
| U-Bahn-Abzweig geradeaus und ehemals von links |  | evtl. Verlängerung nach Zeist                      | evtl. Verlängerung nach Zeist                      |
| U-Bahn-Haltepunkt / Haltestelle |  | UMC Utrecht                                        | UMC Utrecht                                        |
| U-Bahn-Haltepunkt / Haltestelle |  | Heidelberglaan                                     | Heidelberglaan                                     |
| U-Bahn-Haltepunkt / Haltestelle |  | Padualaan                                          | Padualaan                                          |
| |  | A 27                                               |                                                    |
| U-Bahn-Haltepunkt / Haltestelle |  | De Kromme Rijn                                     | De Kromme Rijn                                     |
| U-Bahn-Brücke über Wasserlauf |  | Minstroom                                          | Minstroom                                          |
| U-Bahn-Haltepunkt / Haltestelle |  | Stadion Galgenwaard                                | Stadion Galgenwaard                                |
| U-Bahn-Brücke über Wasserlauf |  | Kromme Rijn                                        | Kromme Rijn                                        |
| U-Bahn-Brücke über Wasserlauf |  | Graben                                             | Graben                                             |
| |  | Waterlinieweg                                      |                                                    |
| U-Bahn-Kreuzung mit Eisenbahn (Querstrecke außer Betrieb) |  | ehem. Bahnstrecke Hilversum–Lunetten               | ehem. Bahnstrecke Hilversum–Lunetten               |
| U-Bahn-Brücke |  | Albatrosstraat                                     | Albatrosstraat                                     |
| |  | Ri. Boxtel, Arnhem                                 |                                                    |
| U-Bahn-Bahnhof |  | Station Vaartsche Rijn                             | Station Vaartsche Rijn                             |
| U-Bahn-Strecke |  | ehem. Kehrgleis Moreelsepark                       | ehem. Kehrgleis Moreelsepark                       |
| U-Bahn-Haltepunkt / Haltestelle (Strecke außer Betrieb) · U-Bahn-Strecke |  | Moreelsepark bis 2009                              | Moreelsepark bis 2009                              |
| U-Bahn-Strecke (außer Betrieb) · U-Bahn-Bahnhof |  | Utrecht CS Centrumzijde 202122                     | Utrecht CS Centrumzijde 202122                     |
| U-Bahn-Haltepunkt / Haltestelle (Strecke außer Betrieb) · U-Bahn-Strecke |  | Centraal Station bis 2013                          | Centraal Station bis 2013                          |
| U-Bahn-Kreuzung mit Eisenbahn geradeaus unten (Strecke geradeaus außer Betrieb) |  | Leidseveertunnel, Ri. Amsterdam, Gouda, Amersfoort | Leidseveertunnel, Ri. Amsterdam, Gouda, Amersfoort |
| U-Bahn-Haltepunkt / Haltestelle (Strecke außer Betrieb) · U-Bahn-Strecke |  | Westplein bis 2013                                 | Westplein bis 2013                                 |
| U-Bahn-Strecke (außer Betrieb) · U-Bahn-Bahnhof |  | Utrecht CS Jaarbeursplein                          | Utrecht CS Jaarbeursplein                          |
| U-Bahn-Strecke nach links (außer Betrieb) · U-Bahn-Abzweig geradeaus und ehemals von rechts |  |                                                    |                                                    |
| U-Bahn-Haltepunkt / Haltestelle |  | Graadt van Roggenweg                               | Graadt van Roggenweg                               |
| U-Bahn-Haltepunkt / Haltestelle |  | 24 Oktoberplein-Zuid                               | 24 Oktoberplein-Zuid                               |
| U-Bahn-Haltepunkt / Haltestelle |  | 5 Mei Plein                                        | 5 Mei Plein                                        |
| U-Bahn-Haltepunkt / Haltestelle |  | Vasco da Gamalaan                                  | Vasco da Gamalaan                                  |
| U-Bahn-Haltepunkt / Haltestelle |  | Kanaleneiland Zuid                                 | Kanaleneiland Zuid                                 |
| |  | A 12                                               |                                                    |
| U-Bahn-Haltepunkt / Haltestelle |  | P+R Westraven                                      | P+R Westraven                                      |
| U-Bahn-Brücke über Wasserlauf |  | Amsterdam-Rijnkanaal                               | Amsterdam-Rijnkanaal                               |
| U-Bahn-Grenze |  | Stadtgrenze Utrecht/Nieuwegein                     | Stadtgrenze Utrecht/Nieuwegein                     |
| U-Bahn-Betriebs-/Güterbahnhof Streckenanfang und quer · U-Bahn-Abzweig geradeaus und von rechts |  | Depot                                              | Depot                                              |
| U-Bahn-Haltepunkt / Haltestelle |  | Zuilenstein                                        | Zuilenstein                                        |
| U-Bahn-Haltepunkt / Haltestelle |  | Batau-Noord                                        | Batau-Noord                                        |
| U-Bahn-Haltepunkt / Haltestelle |  | Wijkersloot                                        | Wijkersloot                                        |
| U-Bahn-Haltepunkt / Haltestelle |  | Nieuwegein, Stadscentrum                           | Nieuwegein, Stadscentrum                           |
| U-Bahn-Strecke von links · U-Bahn-Abzweig geradeaus und nach rechts |  |                                                    |                                                    |
| U-Bahn-Strecke · U-Bahn-Haltepunkt / Haltestelle |  | Merwestein                                         | Merwestein                                         |
| U-Bahn-Strecke · U-Bahn-Haltepunkt / Haltestelle |  | Fokkesteeg                                         | Fokkesteeg                                         |
| U-Bahn-Strecke · U-Bahn-Haltepunkt / Haltestelle |  | Wiersdijk                                          | Wiersdijk                                          |
| U-Bahn-Strecke · U-Bahn-Kopfbahnhof Streckenende |  | Nieuwegein-Zuid 20                                 | Nieuwegein-Zuid 20                                 |
| U-Bahn-Haltepunkt / Haltestelle |  | St. Antoniusziekenhuis                             | St. Antoniusziekenhuis                             |
| U-Bahn-Haltepunkt / Haltestelle |  | Doorslag                                           | Doorslag                                           |
| |  | A 2                                                |                                                    |
| U-Bahn-Grenze |  | Stadtgrenze Nieuwegein/IJsselstein                 | Stadtgrenze Nieuwegein/IJsselstein                 |
| U-Bahn-Haltepunkt / Haltestelle |  | Hooghe Waerd                                       | Hooghe Waerd                                       |
| U-Bahn-Haltepunkt / Haltestelle |  | Clinckhoeff                                        | Clinckhoeff                                        |
| U-Bahn-Brücke über Wasserlauf |  | Hollandse IJssel                                   | Hollandse IJssel                                   |
| U-Bahn-Haltepunkt / Haltestelle |  | Eiteren                                            | Eiteren                                            |
| U-Bahn-Haltepunkt / Haltestelle |  | Achterveld                                         | Achterveld                                         |
| U-Bahn-Haltepunkt / Haltestelle |  | IJsselstein, Binnenstad                            | IJsselstein, Binnenstad                            |
| U-Bahn-Kopfbahnhof Streckenende |  | IJsselstein-Zuid 21                                | IJsselstein-Zuid 21                                |

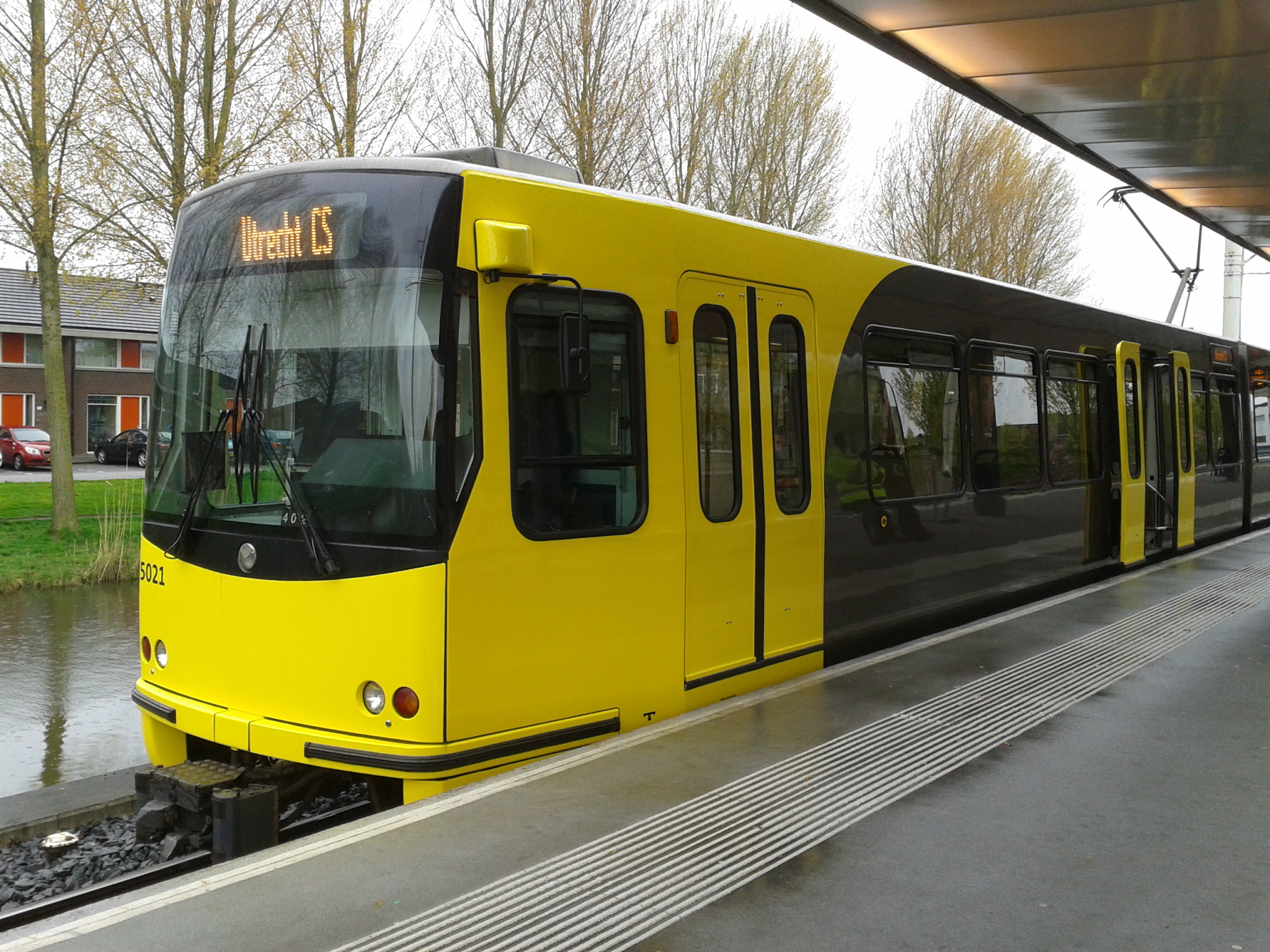
Stadtbahnwagen in IJsselstein

Die Spurweite beträgt 1435 Millimeter (Normalspur), die Fahrspannung ist 750 Volt Gleichstrom und das Streckennetz ist auf Zweirichtungsfahrzeuge ausgelegt. Der Betriebshof der Schnellstraßenbahn ist kombiniert mit einem Busbetriebshof und befindet sich im Norden von Nieuwegein zwischen dem Amsterdam-Rijnkanaal und der Haltestelle Zuilenstein.
Seit Februar 2005 erhielten ein paar Haltestellen eine grundlegende Renovierung. Dazu gehörten die Haltestellen Graadt van Roggenweg, Ziekenhuis Oudenrijn (dieser Halt wurde dabei in 24 Oktoberplein-Zuid umbenannt), 5 Mei Plein, Vasco da Gamalaan, Kanaleneiland Zuid, Merwestein und Nieuwegein-Zuid. Einige Jahre zuvor waren die meisten Haltestellen in Nieuwegein und IJsselstein erneuert worden.
Nach der Einführung von Voor U, einem gemeinsamen Informationssystem der verschiedenen Betreiber des ÖPNV in der Region Utrecht, wurden neue Informationsplakate an den Haltestellen angebracht.
Die Bahnsteige sind nicht durch Drehkreuze abgesperrt, die Kartenlesegeräte für elektronische Tickets (niederländisch OV-Chipkaart) befinden sich auf den Bahnsteigen.
In den Monaten Juli bis November 2012 wurde der Streckenabschnitt Betriebshof – Nieuwegein Stadscentrum vollständig saniert. Der 30-jährige Oberbau, die Schienen und die Oberleitungen wurden ersetzt. Während dieser Zeit verkehrte ein Schienenersatzverkehr mit Bussen zwischen P+R Westraven und Nieuwegein und IJsselstein. Ursprünglich war der Abschluss der Bauarbeiten für den 19. August vorgesehen, aber durch Schwierigkeiten an der Haltestelle Nieuwegein Stadscentrum verzögerte sich die Wiederinbetriebnahme um einige Monate. Am Samstag, den 1. Dezember 2012 wurde der Straßenbahnbetrieb auf der Gesamtstrecke wieder aufgenommen. Im Sommer 2014 wurde der Streckenteil auf Utrechter Stadtgebiet erneuert.

## Fahrzeugpark
Der Wagenpark der Utrechter Stadtbahn besteht aus 54 Niederflurwagen des Typs CAF Urbos. Von der Inbetriebnahme bis zum Ende des Hochflurbetriebs wurden in der Schweiz gebaute SIG-Hochflurwagen aus den 1980er Jahren eingesetzt. Gebrauchte Wiener Fahrzeuge des Typs E6/c6 ergänzten die Stadtbahnwagen temporär während der Hauptverkehrszeiten.

### CAF Urbos 100
Im Jahr 2007 war ein Gelenkwagen aus Mülhausen zu Besuch in Utrecht. Dieser Citadis-Triebwagen sollte für den autofreien Sonntag werben. Außerdem wurde so ein Niederflur-Gelenkwagen der Öffentlichkeit vorgestellt.
2015 wurden 27 fünfteilige Urbos 100 mit einer Länge von 33 Meter für die Linie 22 nach De Uithof bestellt. Sie wurden in den Jahren 2017 und 2018 abgeliefert. Im Jahr 2017 folgte eine weitere Bestellung über 22 siebenteilige Urbos 100 für die Linien 60 und 61, die ab 2020 eingesetzt werden. Die zweite Serie wurde 2020 geliefert. Sie können in Doppeltraktion mit den fünfteiligen Fahrzeugen verkehren. Für die Verbindung der SUNIJ-Linien mit der Uithoflijn wurden 5 siebenteilige Urbos bestellt.
| Technische Daten der CAF-Niederflurwagen in Utrecht | Technische Daten der CAF-Niederflurwagen in Utrecht | Technische Daten der CAF-Niederflurwagen in Utrecht |
| --------------------------------------------------- | --------------------------------------------------- | --------------------------------------------------- |
|                                                     |                                                     |                                                     |
| Type                                                | CAF Urbos fünfteilig                                | CAF Urbos siebenteilig                              |
| Hersteller                                          | Construcciones y Auxiliar de Ferrocarriles          | Construcciones y Auxiliar de Ferrocarriles          |
| Wagennummer                                         | 6001–6027                                           | 6051–6077                                           |
| Anzahl                                              | 27                                                  | 27                                                  |
| Baujahre                                            | 2016–2018                                           | 2019–2021                                           |
| Länge                                               | 32.970 mm                                           | 41.190 mm                                           |
| Breite                                              | 2.650 mm                                            | 2.650 mm                                            |
| Türen pro Seite                                     | 4 Doppeltüren                                       | 5 Doppeltüren                                       |
| Sitzplätze                                          | 62                                                  | 82                                                  |
| Stehplätze                                          | 154                                                 | 195                                                 |
| Max. Geschwindigkeit                                | 70 km/h                                             | 70 km/h                                             |

### Ehemalige Fahrzeuge

#### Schweizer Wagen
Insgesamt wurden 27 hochflurige Gelenktriebwagen der Schweizer Firma SIG aus Neuhausen am Rheinfall beschafft (Wagennummern 5001–5027). Sie wurden 1983 in einer gelb-orangefarbenen Lackierung geliefert. Von 2000 bis 2001 wurden die Wagen bei der Partner für Fahrzeug-Ausstattung GmbH (PFA) in Weiden vollständig modernisiert und bekamen die grüne Connexxion-Farbgebung. Weil die Kopfmodule ersetzt wurden, bekamen die Wagen ein völlig anderes Aussehen. Ab 2006 wurden als Ersatz für die alten Zielfilme digitale Zielanzeigen eingebaut. In den Jahren 2010 bis 2012 wurden die dann fast 30 Jahre alten Fahrzeuge ökonomisch abgeschrieben.
Im Jahr 2003 wurde Wagen 5018 auf den Namen Alexander Tchernoff getauft, den ehemaligen Bürgermeister von De Bilt. Die Idee war, jedes Jahr einen Triebwagen nach einer Person zu benennen, die sich für den Öffentlichen Verkehr in der Region Utrecht eingesetzt hat. Aber nach dieser Fahrzeugtaufe blieben weitere Namensgebungen aus.
Am 14. September 2010 entgleiste Wagen 5018 bei einer Kollision mit einem Gelenkbus der GVU am 5 Mei Plein in Utrecht. Sechs Personen wurden bei dem Unfall verletzt. Der Triebwagen wurde so stark beschädigt, dass eine Reparatur nicht sinnvoll war.
Da kurzfristig kein Ersatz für die SIG-Fahrzeuge in Sicht war, wurden sie zwischen 2011 und 2014 ein weiteres Mal bei VDL in Heerenveen renoviert. Die erneuerten Wagen bekamen eine hellgelbe Lackierung mit Grau, ebenso wie die Busse des BRU. Es war nämlich unwahrscheinlich, dass Connexxion in Zukunft weiterhin die Schnellstraßenbahn betreiben würde. Die ersten Wagen im neuen Farbkleid sind im Dezember 2011 in Betrieb gegangen.
| Technische Daten der SIG-Fahrzeuge der Schnellstraßenbahn Utrecht | Technische Daten der SIG-Fahrzeuge der Schnellstraßenbahn Utrecht | Technische Daten der SIG-Fahrzeuge der Schnellstraßenbahn Utrecht | Technische Daten der SIG-Fahrzeuge der Schnellstraßenbahn Utrecht |
| ----------------------------------------------------------------- | ----------------------------------------------------------------- | ----------------------------------------------------------------- | ----------------------------------------------------------------- |
| Innenausstattung eines erneuerten Schnellstraßenbahnwagens        |                                                                   |                                                                   |                                                                   |
| Type                                                              | Hochfluriger Zweirichtungs-Gelenktriebzug mit sechs Achsen        | Hochfluriger Zweirichtungs-Gelenktriebzug mit sechs Achsen        | Hochfluriger Zweirichtungs-Gelenktriebzug mit sechs Achsen        |
| Fabrikant                                                         | Schweizerische Industrie Gesell. Neuhausen (SIG), Holec           | Schweizerische Industrie Gesell. Neuhausen (SIG), Holec           | Schweizerische Industrie Gesell. Neuhausen (SIG), Holec           |
| Anzahl                                                            | 27                                                                | Bodenhöhe                                                         | 0,92 m                                                            |
| Wagennr.                                                          | 5001–5027                                                         | Max. Geschwindigkeit                                              | 80 km/h                                                           |
| Länge über Kupplungen                                             | 29,8 m                                                            | Auslieferung                                                      | 17. Juni 1982 – 16. September 1983                                |
| Länge des Wagenkastens                                            | 29,0 m                                                            | Sitzplätze im Innenraum                                           | 80                                                                |
| Höhe                                                              | 3,25 m                                                            | Sitzplätze im Einstiegsbereich                                    | 8                                                                 |
| Lichte Höhe im Innenraum                                          | 2,23 m                                                            | Stehplätze                                                        | 124                                                               |
| Breite                                                            | 2,65 m                                                            | Energieversorgung                                                 | 750 V Gleichstrom                                                 |
| Gewicht                                                           | 37,5 t                                                            | Spurweite                                                         | 1435 mm                                                           |
| Anzahl der Türen                                                  | 4 pro Seite                                                       | Antriebsleistung                                                  | 2 × 250 kW = 0,5 MW                                               |
| Türbreite                                                         | 1,3 m                                                             | Farben                                                            | Gelb und Braun                                                    |

#### Wiener Wagen

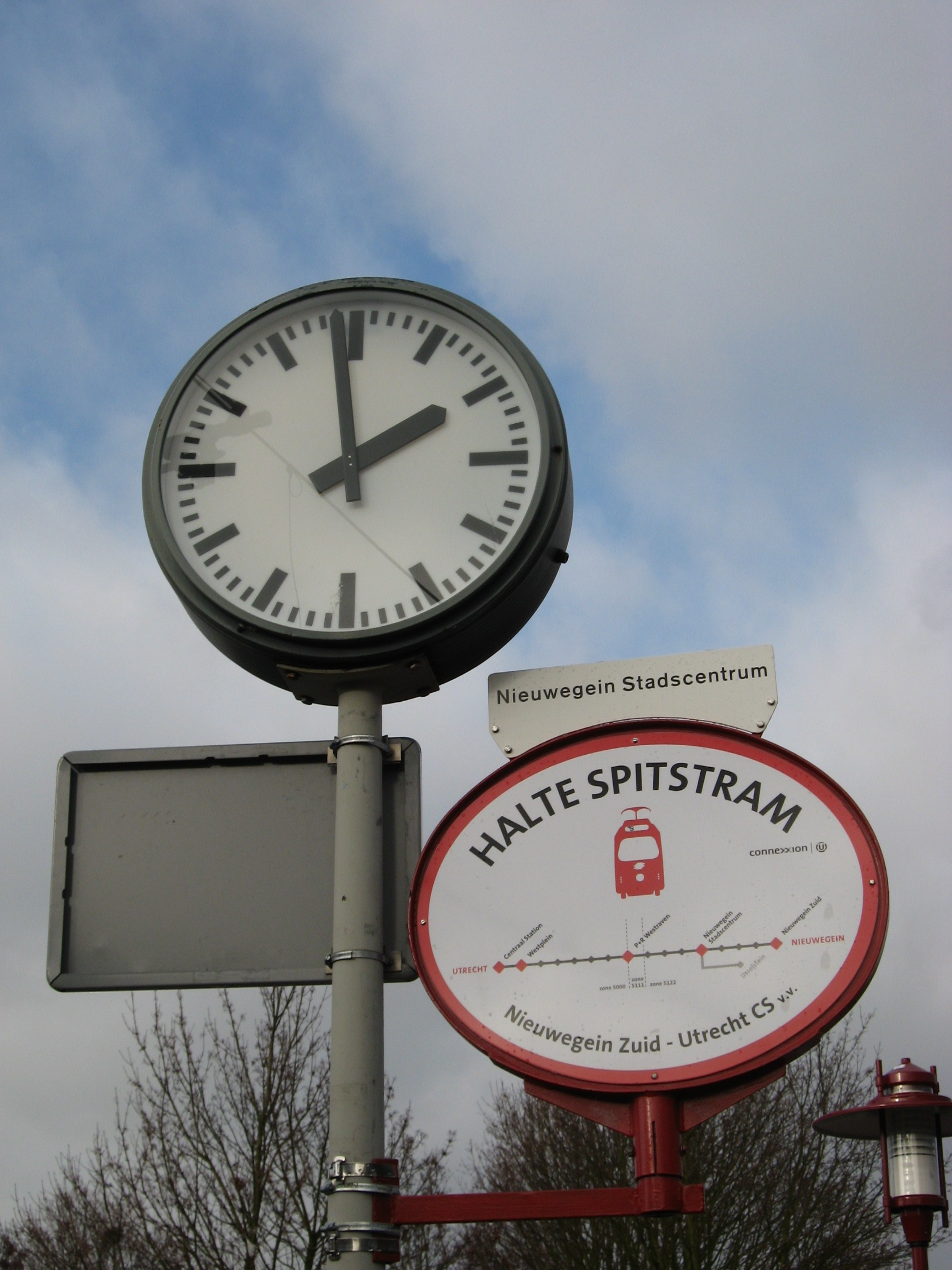
Die „Wiener“ Verstärkungszüge hielten nur an Haltestellen mit diesem Schild, das den Wiener Straßenbahnhaltestellen nachempfunden war.

Ab dem Jahresfahrplan 2010 waren rot-weiße ehemalige Wiener Stadtbahnwagen der Typen E6 bzw. c6 in den Hauptverkehrszeiten zwischen Utrecht Centraal und Nieuwegein Zuid in Dienst, unter anderem um den Zeitraum bis zur vollständigen Erneuerung des Wagenparks für einige Jahre zu überbrücken. Die Wiener Gelenkwagen hielten nicht an allen Zwischenstationen. Allerdings sollten noch einige weitere Halte hinzukommen. Im Mai 2009 begann Connexxion damit, Halteschilder an den Stationen anzubringen, an denen die Wiener Wagen hielten. Die erste Haltestelle, die mit solch einem Schild ausgerüstet wurde, war die Haltestelle Westplein.
Am 4. April 2008 kam der erste der 25 Wiener Straßenbahnwagen in Utrecht an, und am 22. Mai 2008 wurde die erste offizielle Fahrt von Nieuwegein nach Utrecht durchgeführt. Zur Inbetriebnahme mussten zunächst die Türen an die Bahnsteighöhe angepasst werden, wobei ausschließlich durch die mittleren Türen eingestiegen werden konnte. Verschiedene andere technische Anpassungen wurden durchgeführt. Ein Teil dieser Arbeiten wurde in der Straßenbahn-Hauptwerkstatt der GVB in Diemen durchgeführt. Die Wagen behielten ihre rot-weiße Farbgebung. Sie wurden Eigentum der Bestuur Regio Utrecht (BRU), Connexion führte den Betrieb durch.
Im Sommer 2008 blieben Wagen 4941, 4947 und 4948 vorübergehend im Betriebshof Havenstraat in Amsterdam, wo sie auf der Linie 5 eingesetzt werden sollten, um dort das Angebot zu verdichten, weil die U-Bahn zeitweise bis zur Haltestelle Amstelstation verkürzt war. Sie sollten nur bei einem Mangel an eigenen Wagen eingesetzt werden. Zu einem tatsächlichen Einsatz, abgesehen von Probefahrten, ist es jedoch nicht gekommen.
Ursprünglich war geplant, ab September 2008 mit sechs 3-Wagen-Zügen zu fahren. Dieser Einsatz wurde zunächst auf Anfang 2009 verschoben. Weitere Verzögerungen führten dazu, dass erst im September 2009 Testfahrten zwischen dem Betriebshof und Nieuwegein Zuid aufgenommen wurden. Grund war die Tatsache, dass der kleineren Raddurchmesser der Wiener Fahrzeuge einen höheren Verschleiß an den Weichen verursachten. Auch das Befahren von viel befahrenen Bahnübergängen sollte ein Problem dargestellt haben.
Mit dem Fahrplanwechsel am 13. Dezember 2009 wurden die Wiener Wagen in der Mittagsspitze in den Fahrgastbetrieb genommen. Die Fahrten wurden als Verstärkungslinie 260 bezeichnet. Zunächst wurden sie nur als Einzelzüge eingesetzt, aber im Laufe des Frühjahrs 2010 wurde der Einsatz der Verstärkungslinie ausgeweitet. Nun wurden vier Traktionen aus zwei Trieb- und einem Beiwagen gebildet, wobei zwölf der 25 vorhandenen Wiener Wagen sowohl in der morgendlichen wie auch in der nachmittäglichen Hauptverkehrszeit eingesetzt wurden. Eingestiegen werden konnte nur durch die mittleren Türen, an denen ein Trittbrett angebracht worden war, um den großen Spalt zwischen den schmaleren Wagen und dem Bahnsteig zu überbrücken. Im Sommer 2011 konnte die Verstärkungslinie vorübergehend nicht eingesetzt werden, da die Gleise in der Nähe des Leidseveertunnels erste Anzeichen von Verschleiß zeigten. Es war davon auszugehen, dass die Wiener Wagen die Ursache waren. Ab dem 12. September 2011 fuhr die Verstärkungslinie wieder, wenn auch mit verminderter Taktfrequenz. Seit dem Jahr 2012 verkehrte die Linie 260 in einem unregelmäßigen 15/45-Minuten-Takt mit zwei Kursen aus Wiener Wagen.
Seit dem 11. Juli 2014 sind die Wiener E6 nicht mehr im Einsatz. Sie wurden ausgemustert und 2014 an die Straßenbahn Krakau in Polen verkauft, wo seit 2008 25 ehemalige E6 (3001–3025) im Einsatz sind. Sie wurden in Utrecht entbehrlich wegen des 7½-Minuten-Takts zwischen Utrecht Centraal Station und Nieuwegein. Auch der Verschleiß in der Nähe des Leidseveertunnels war eine Ursache dafür.
| Technische Daten der Wiener Straßenbahnwagen in Utrecht | Technische Daten der Wiener Straßenbahnwagen in Utrecht                                                                           | Technische Daten der Wiener Straßenbahnwagen in Utrecht                                                               |
| ------------------------------------------------------- | --- | --- |
|                                                         | | |
| Type                                                    | E6 (Triebwagen mit Führerstand)                                                                                                   | c6 (Beiwagen ohne Führerstand)                                                                                        |
| Hersteller                                              | Lohner/Rotax | Lohner/Rotax |
| Wagennummer (in Utrecht)                                | 4901–4948 | 1901–1946 |
| Anzahl (in Utrecht)                                     | 48 (→ 15) | 46 (→ 10) |
| Baujahre                                                | 4901–4903: 1979, 4904–4918: 1980, 4919–4926: 1981, 4927–4932: 1982, 4933+4934: 1983, 4935–4944: 1984, 4945: 1985, 4946–4948: 1990 | 1901+1902: 1979, 1903–1910: 1980, 1911–1917: 1981, 1918–1922: 1982, 1923–1930: 1983, 1931–1939: 1988, 1940–1946: 1990 |
| Länge                                                   | 19.700 mm | 19.490 mm |
| Breite                                                  | 2.305 mm | 2.305 mm |
| Gewicht                                                 | 28 t | 18 t |
| Achsfolge                                               | B'2'B' | 2'2'2' |
| Türen pro Seite                                         | 2 Doppeltüren; 2 Einfachtüren | 2 Doppeltüren; 2 Einfachtüren                                                                                         |
| Sitzplätze                                              | 31 | 36 |
| Stehplätze                                              | 72 | 72 |
| Antriebsleistung                                        | 2 × 190 kW = 380 kW | n.v. |
| Beschleunigung                                          | 1 m/s2 | n.v. |
| Bremsverzögerung                                        | 2,7 m/s2 | n.v. |
| Max. Geschwindigkeit                                    | 65 km/h | n.v. |

## Bilder vor Einführung des Niederflurbetriebs

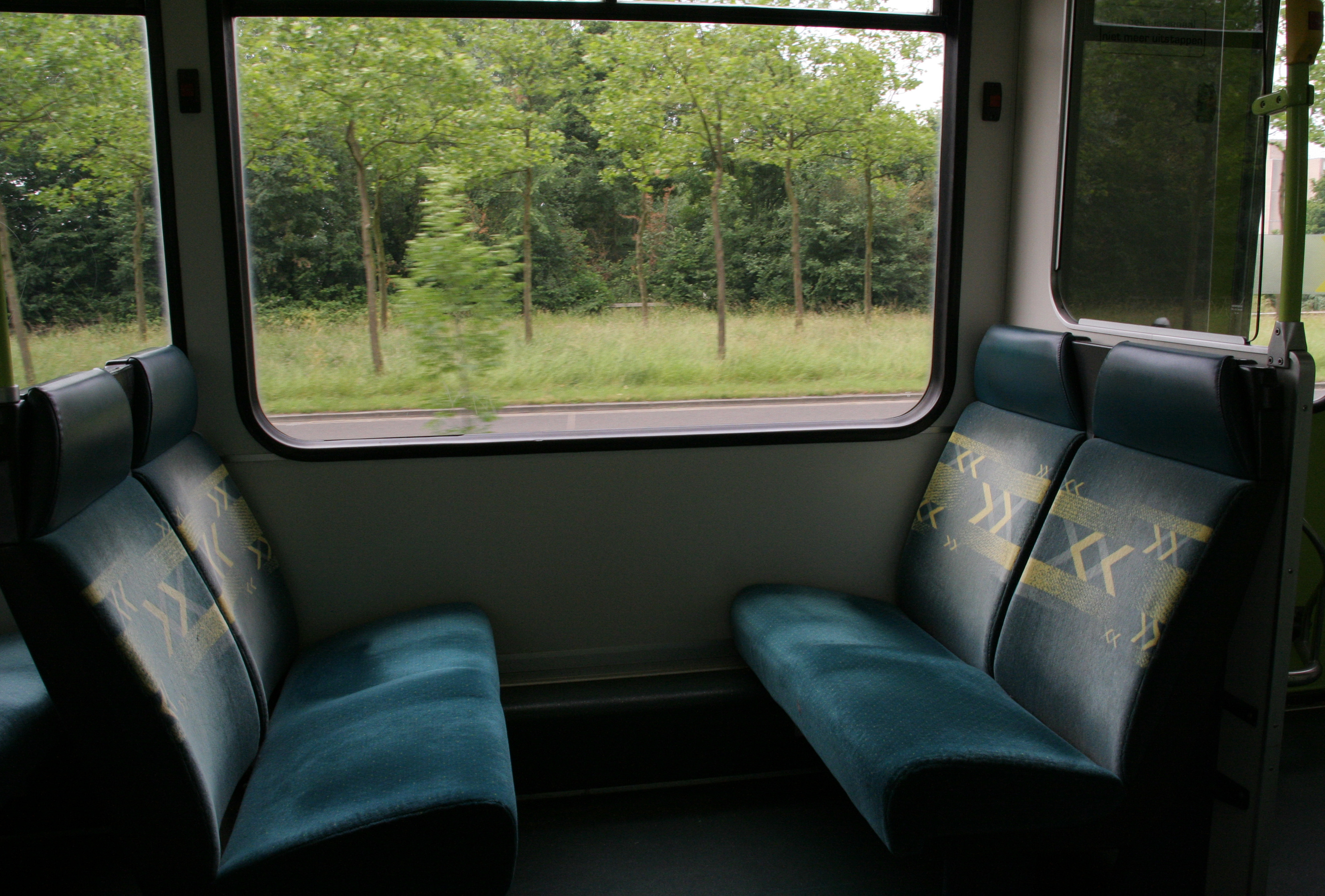
Sitzplätze im Schnellstraßenbahnwagen
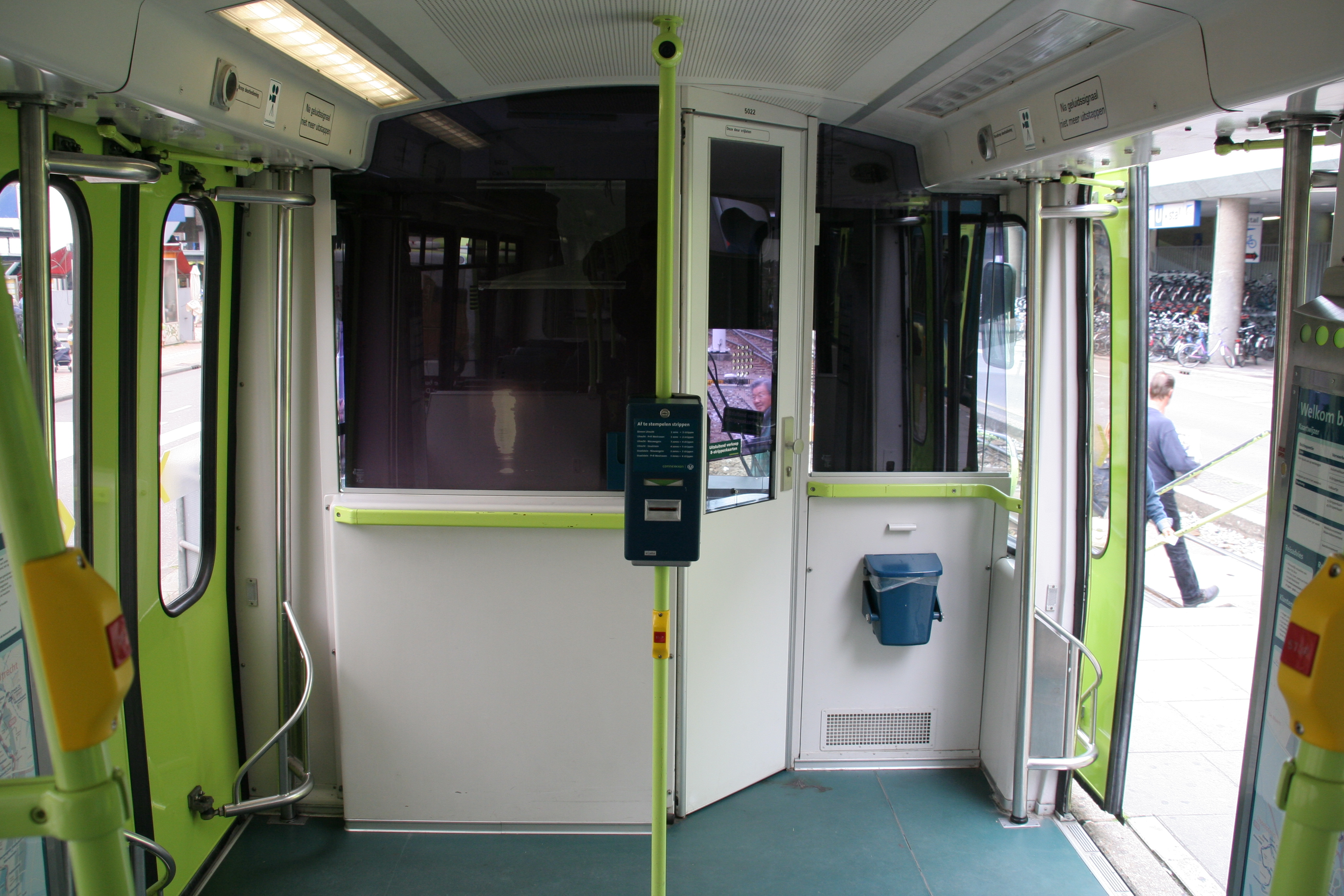
Einstiegsbereich eines Schnellstraßenbahnwagens
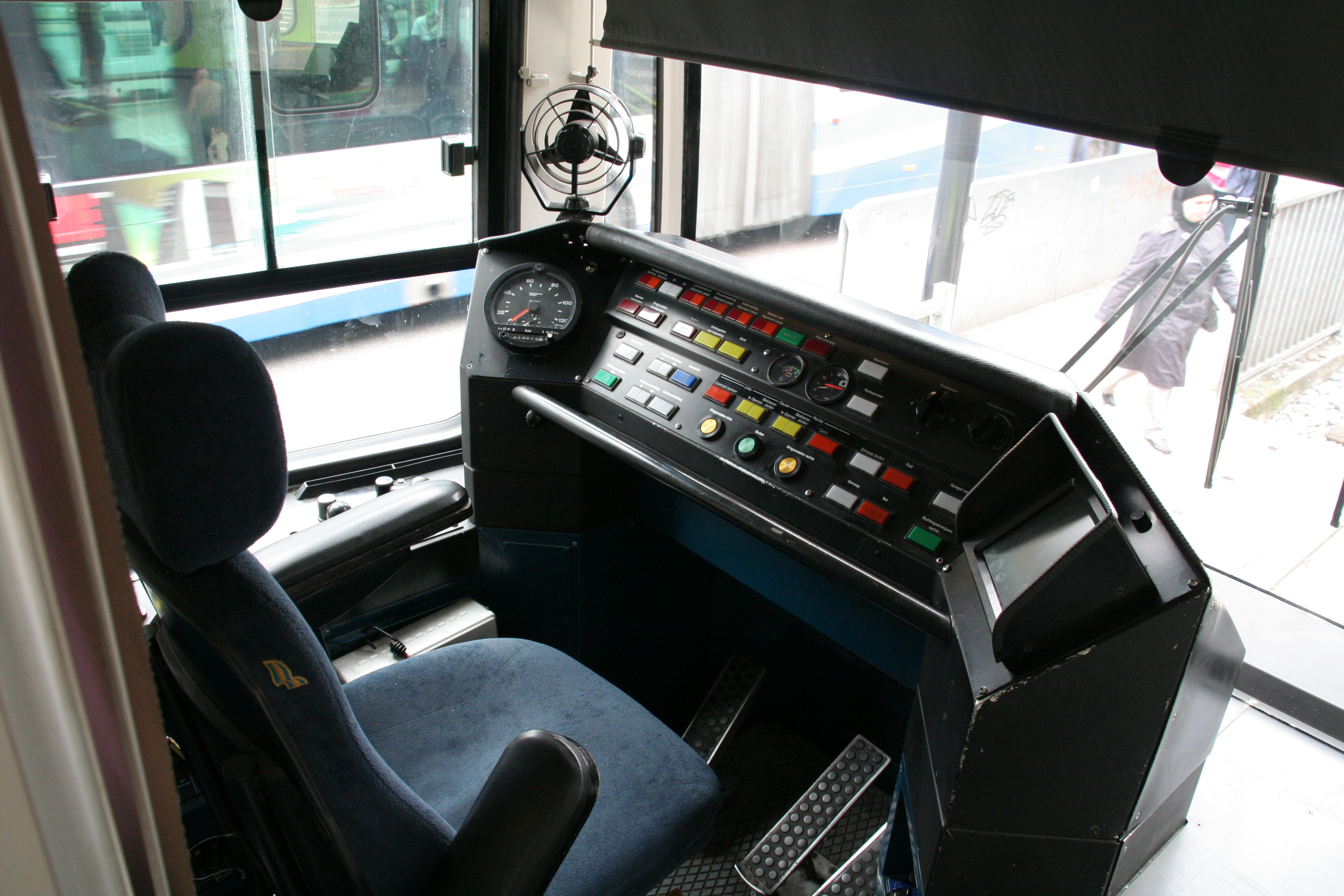
Sicht auf das Fahrerpult des Schnellstraßenbahnwagens
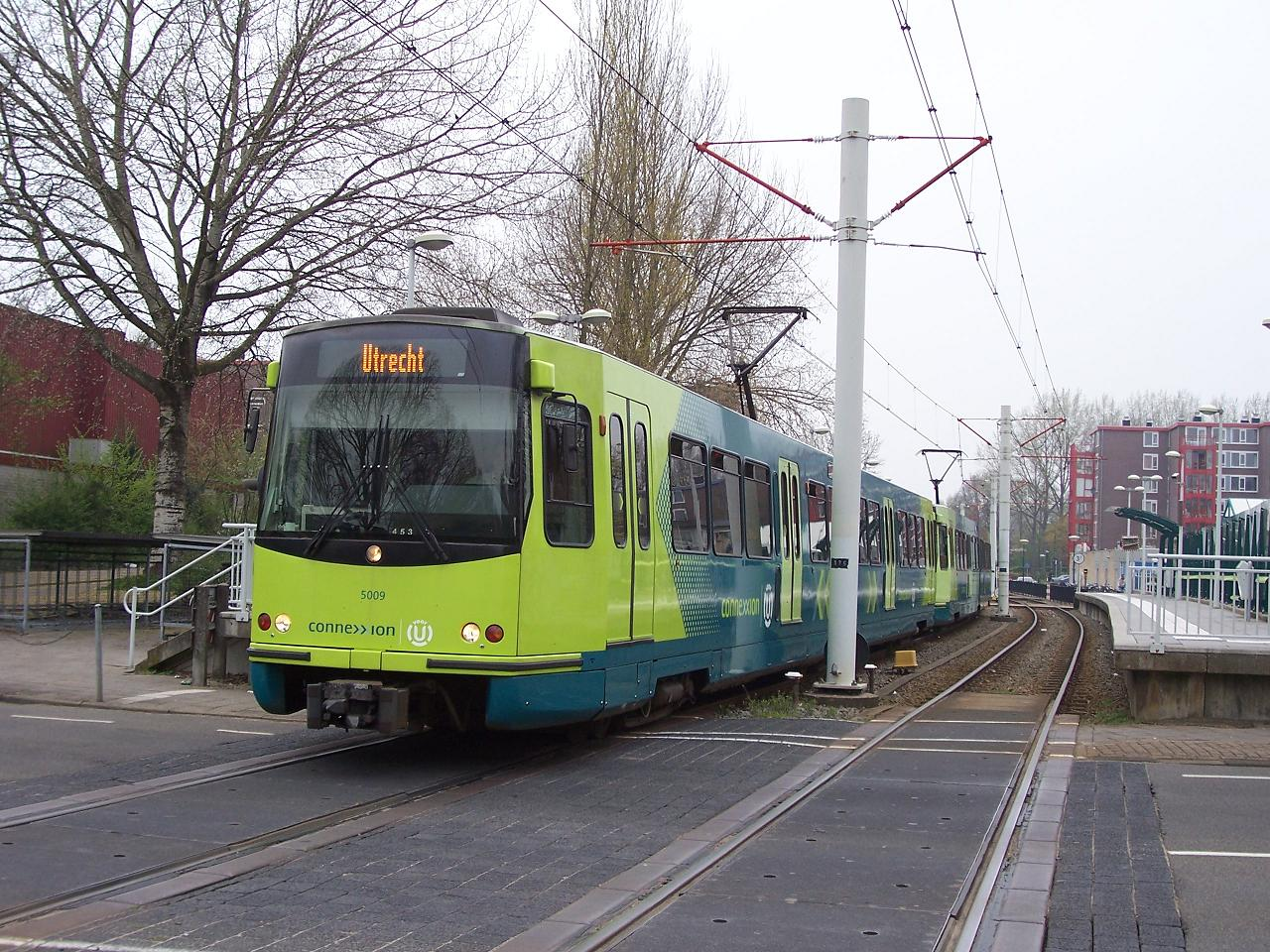
Wagen 5007 bei der Ausfahrt aus IJsselstein
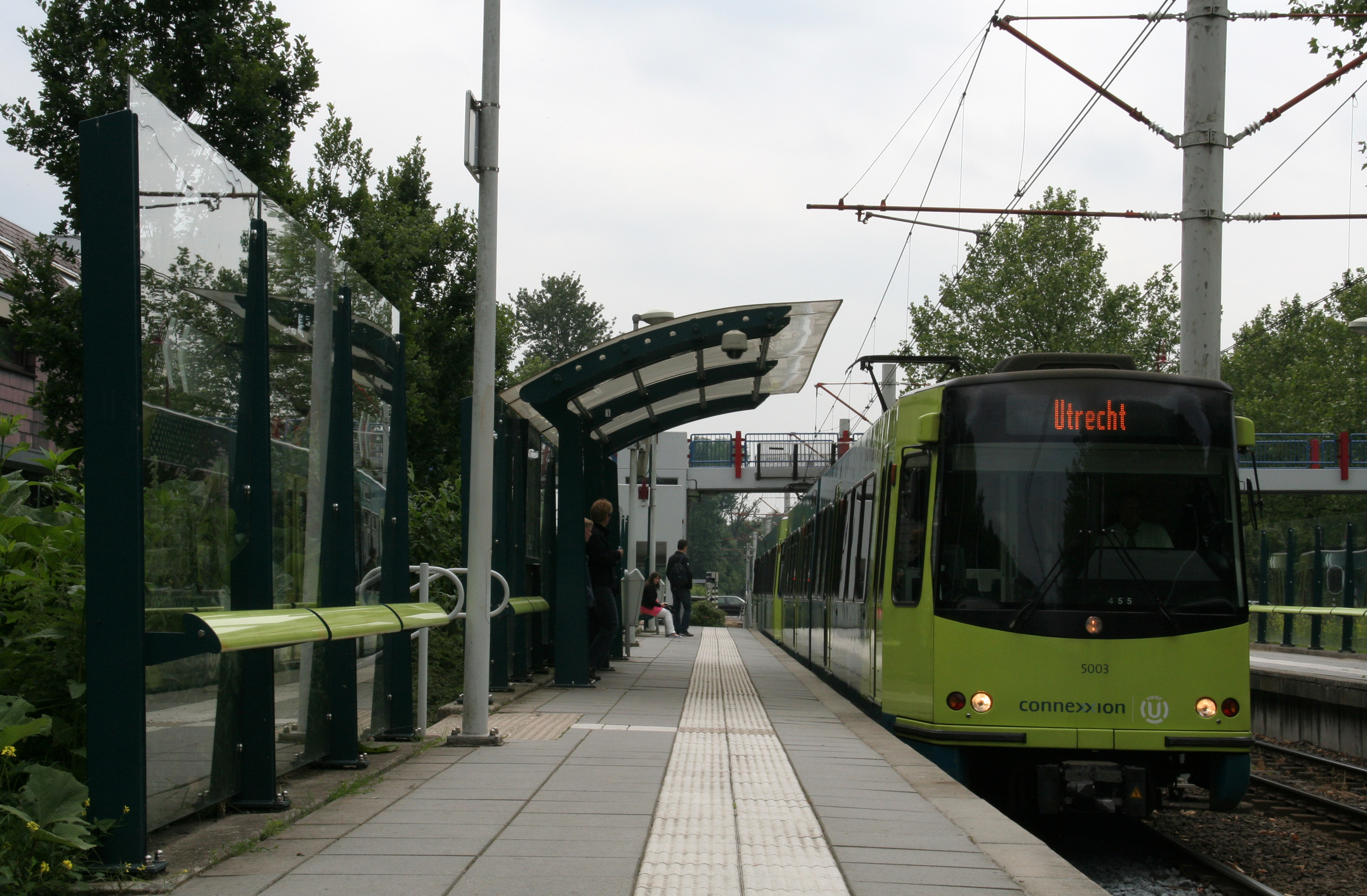
Haltestelle Wijkersloot
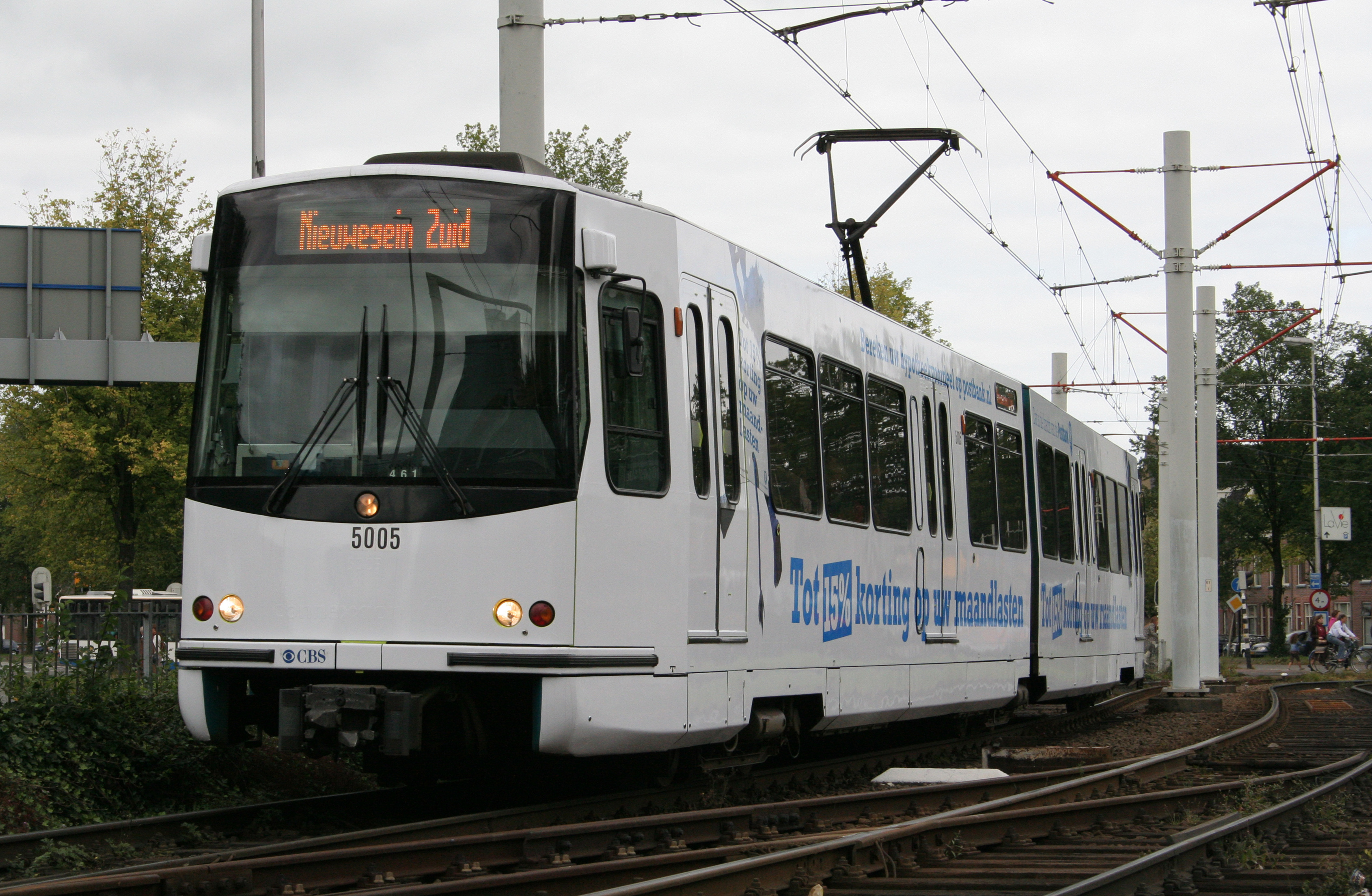
Schnellstraßenbahnwagen mit Ganzreklame
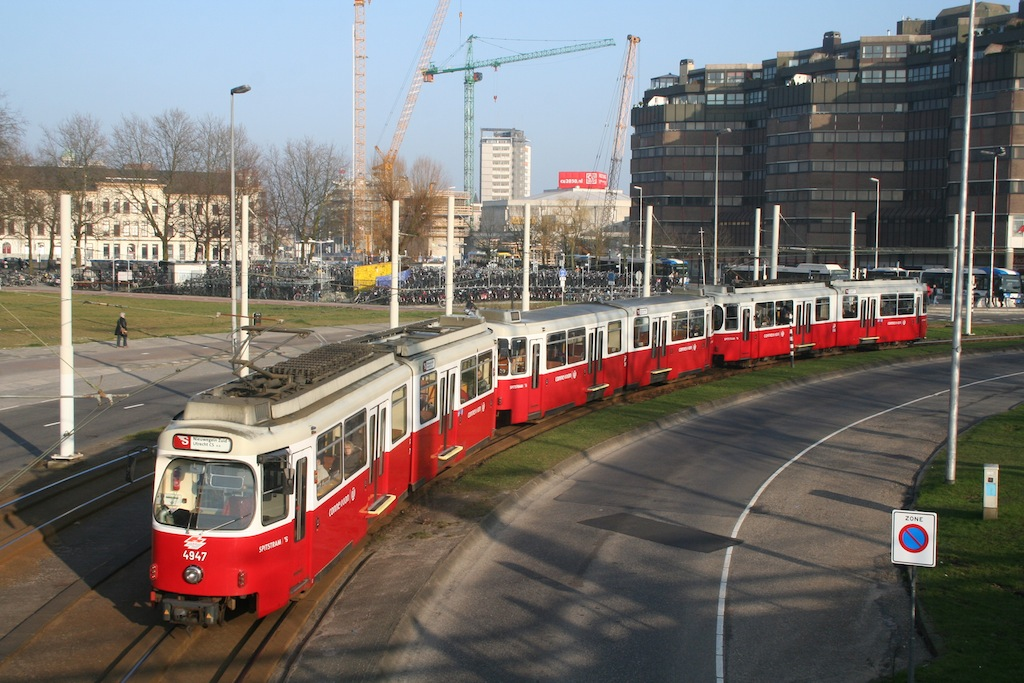
Wiener 3-Wagen-Zug in der Nähe von Utrecht Centraal 2011
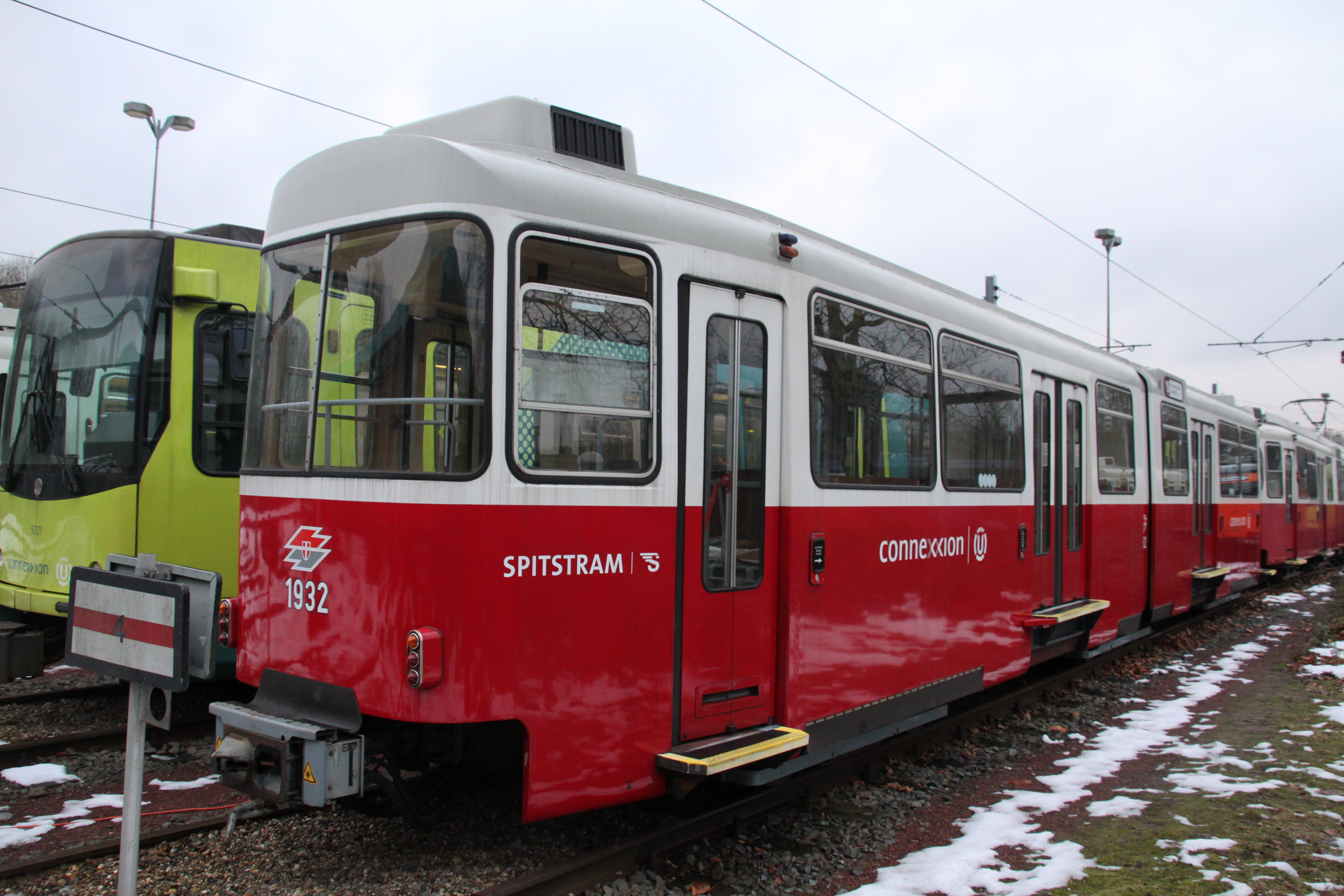
Ein c6-Beiwagen auf dem Betriebshof in Nieuwegein
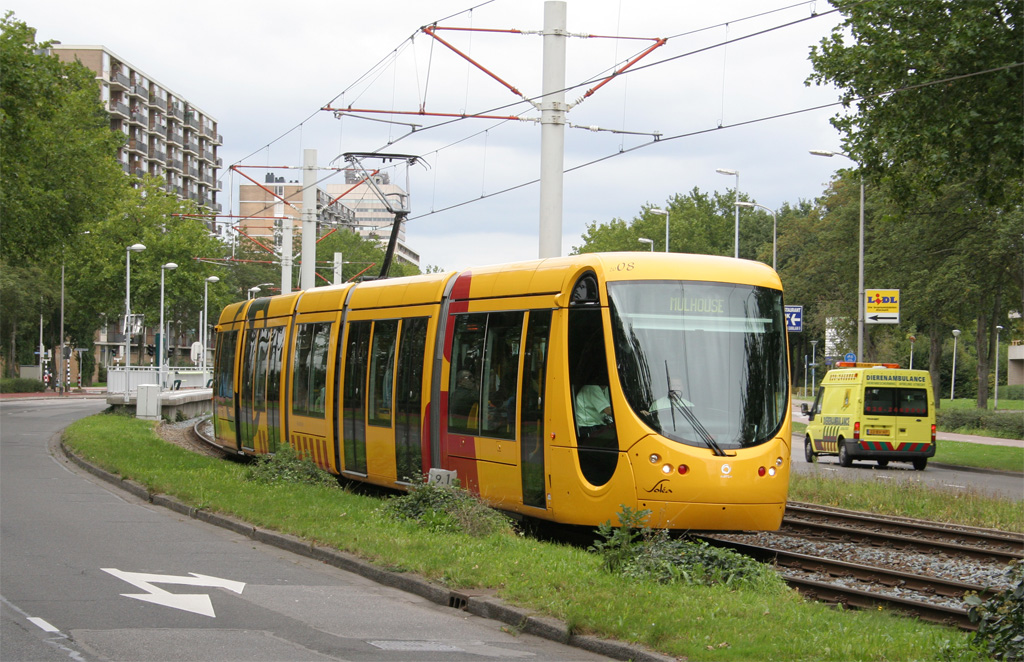
Niederflurwagen Typ Citadis 302 aus Mülhausen auf Probefahrt in Utrecht
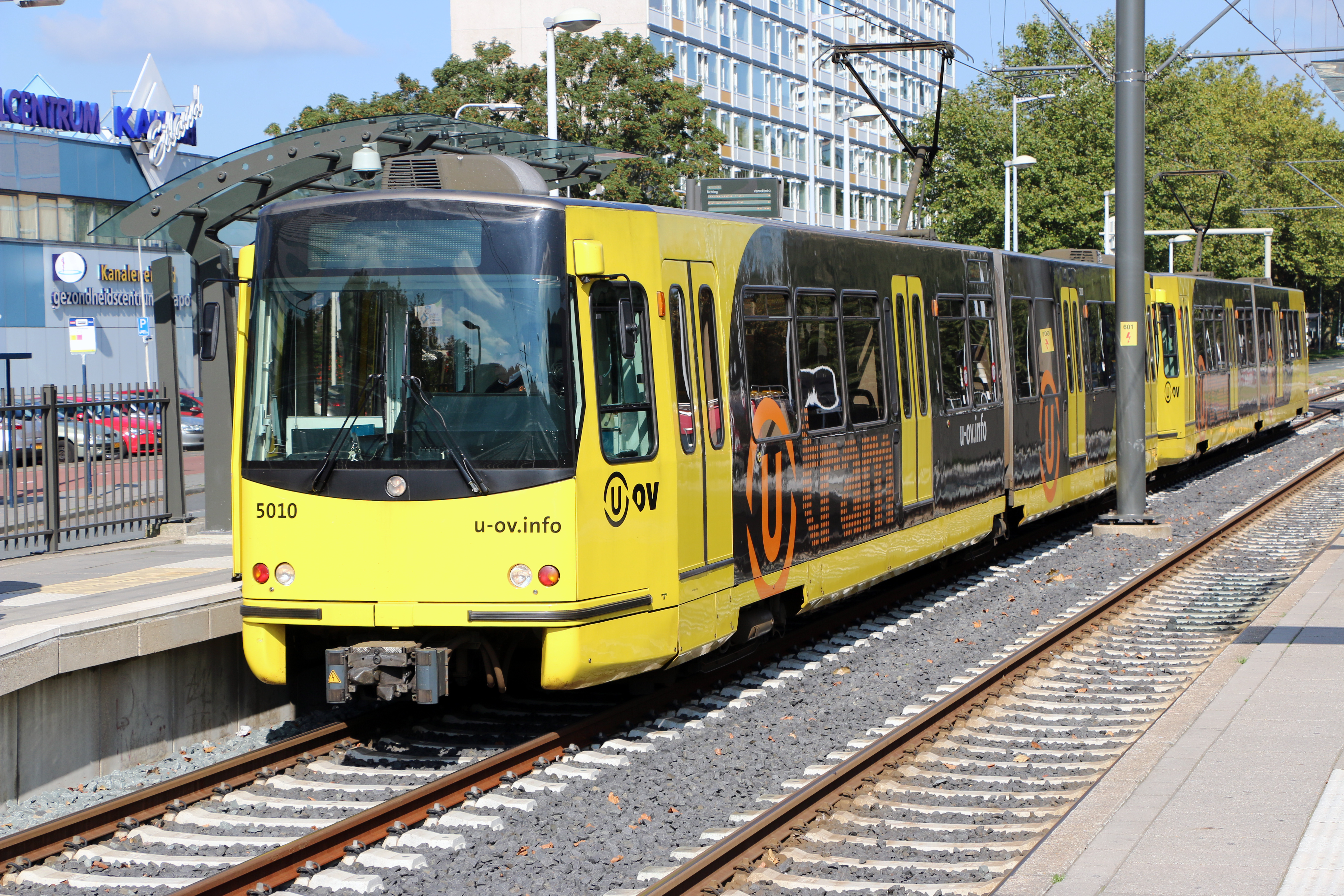
Renovierter Wagen in der Farbgebung des ÖPNVs von Utrecht, Kanariengelb mit einem grauen Balken in der Mitte des Wagens
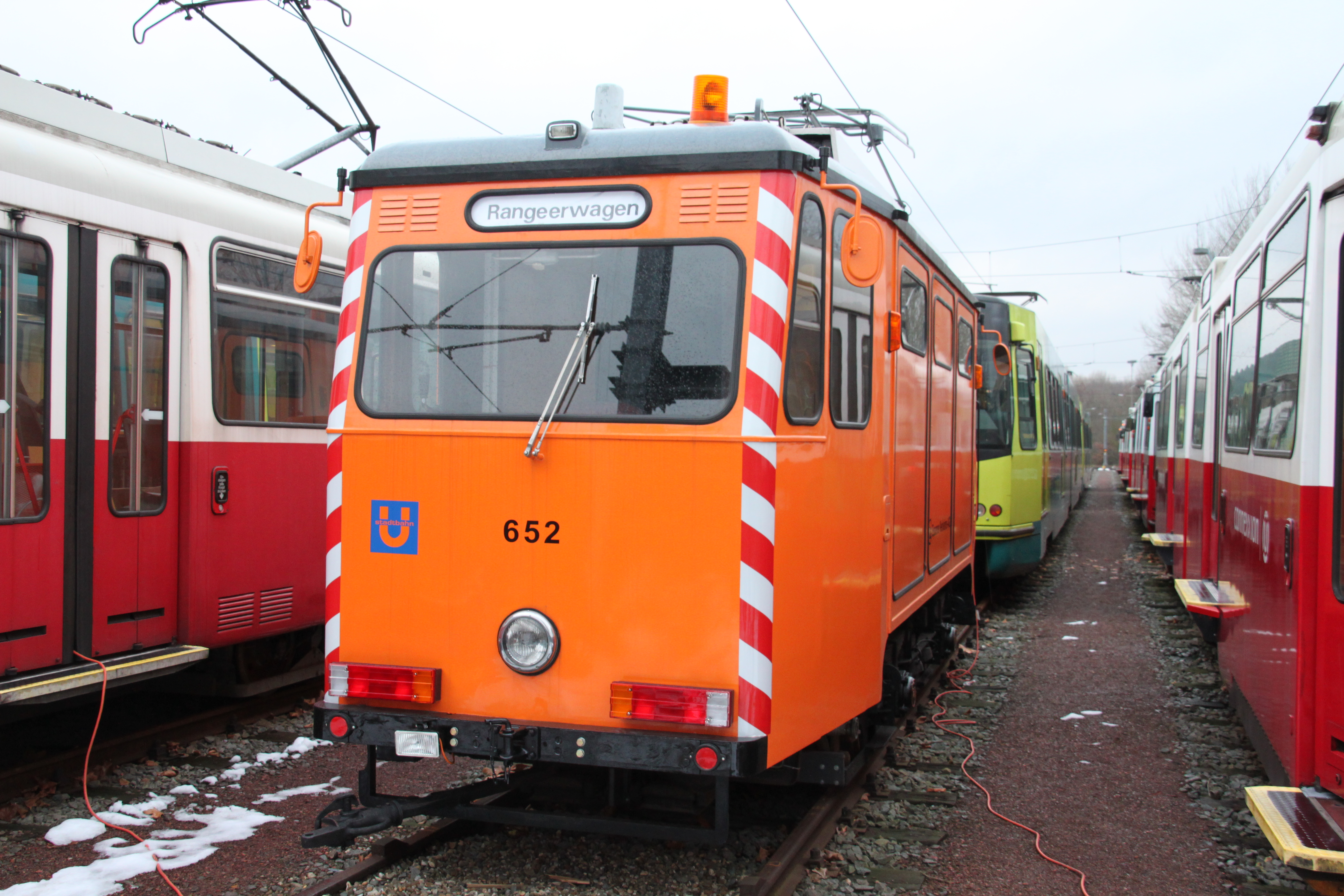
Aus Essen übernommener Schienenschleifwagen, seit 2009 in Nieuwegein